# Football Club Internazionale Milano 1991-1992
Questa voce raccoglie le informazioni riguardanti il Football Club Internazionale Milano nelle competizioni ufficiali della stagione 1991-1992.

## Stagione

Il tecnico Corrado Orrico, in panchina sino alle dimissioni del gennaio 1992.

Nell'estate 1991 conosceva termine il fruttuoso lustro, impreziosito peraltro da Scudetto e Coppa UEFA, di Giovanni Trapattoni, rientrato alla Juventus per una seconda esperienza.
A raccoglierne l'eredità un convinto zonista quale Corrado Orrico, già apparso in Serie A sulla panchina dell'Udinese tra il settembre 1979 e il marzo 1980: pur con l'iniziale idea di un assetto «camaleontico», la società mise a disposizione dell'allenatore figure di secondo piano come Dino Baggio e Montanari.
Vana risultò la richiesta del tecnico massese per ottenere Paolo Di Canio, con il passaggio di Aldo Serena in rossonero compensato dal rientro di Massimo Ciocci alla base: da menzionare anche l'arrivo del centrocampista Desideri, una cui doppietta regolò il Verona nella partita contraddistinta da ben 4 rigori fischiati in favore dei milanesi, mentre la punta marchigiana aveva salvato l'esordio in campionato contro il Foggia di Zeman.
Pesantemente annicchilita a Marassi dai campioni d'Italia della Sampdoria, l'Inter vide scemare man mano il già tiepido entusiasmo che regnava alla Pinetina: l'affiatamento in spogliatoio andò sgretolandosi nel giro di pochi mesi, con i calciatori che assimilarono a fatica i dettami del nuovo «credo» tattico. Fallimentare anche la difesa del trofeo in UEFA, con l'eliminazione avvenuta a opera del lusitano Boavista nel primo turno: mentre alle feroci contestazioni della tifoseria non scampava neppure il presidente Ernesto Pellegrini, Orrico rassegnava le dimissioni nel gennaio 1992 dopo aver chiuso il girone d'andata perdendo a Bergamo.
«Traghettatore» per il resto dell'annata lo spagnolo Suárez,, alla guida del club già nel 1974-75: beffato in campo scaligero da Ezio Rossi e insultato da Desideri dopo una rete a Napoli, l'ex regista della Grande Inter pagò le asfissie di un attacco la cui incertezza offrì scampoli di gara al classe 1973 Marco Delvecchio. Un gol di Massaro consegnava agli uomini di Fabio Capello il derby meneghino del 18 aprile 1992, con San Siro «stregato» anche dal bianconero Roberto Baggio la domenica successiva: sconfitti in casa dai sabaudi per la prima volta dal 1984, i lombardi vennero fatalmente tagliati dalla giostra continentale per mano dell'argentino Dezotti.
Archiviando sul nulla di fatto ben 17 dei 34 incontri sostenuti, la Beneamata si classificò solamente in ottava posizione salutando così una tra le peggiori annate della propria storia.

## Divise e sponsor
Lo sponsor tecnico per la stagione 1991-1992 fu Umbro, mentre lo sponsor ufficiale fu Fitgar Integratori.
| 1ª divisa | 2ª divisa | 3ª divisa |

## Organigramma societario
Area direttiva
- Presidente: Ernesto Pellegrini
- Vicepresidente: Giuseppe Prisco, Angelo Corridori e Giulio Abbiezzi
- Amministratore delegato: Giordano Pellegrini

Area organizzativa
- Segretario generale: Ileana Aimonti e Carla Malinverni
- General manager: Piero Boschi

Area comunicazione
- Capo ufficio stampa: Valberto Miliani

Area tecnica
- Direttore sportivo: Giancarlo Beltrami
- Allenatore: Corrado Orrico, (1ª-17ª)
 Luis Suárez (18ª-34ª)
- Allenatore in seconda: Benito Mannoni, (1ª-18ª)
 Aristide Guarneri (19ª-34ª)[38]
- Assistente allenatore: Giancarlo Guerra
- Allenatore portieri: Luciano Castellini
- Preparatori atletici: Benito Mannoni, (1ª-18ª)
 Eugenio Fumagalli (19ª-34ª)

Area sanitaria
- Medico sociale: dott. Arturo Guarino
- Massaggiatori: Giancarlo Della Casa e Massimo Della Casa

## Rosa
Di seguito la rosa.
| N. |                     | Ruolo | Calciatore                 |
| -- | ------------------- | ----- | -------------------------- |
|    | Italia (bandiera)   | P     | Beniamino Abate            |
|    | Italia (bandiera)   | P     | Davide Cecotti             |
|    | Italia (bandiera)   | P     | Walter Zenga               |
|    | Italia (bandiera)   | D     | Sergio Battistini          |
|    | Italia (bandiera)   | D     | Giuseppe Bergomi           |
|    | Germania (bandiera) | D     | Andreas Brehme             |
|    | Italia (bandiera)   | D     | Riccardo Ferri             |
|    | Italia (bandiera)   | D     | Marco Grossi               |
|    | Italia (bandiera)   | D     | Marcello Montanari         |
|    | Italia (bandiera)   | D     | Antonio Paganin            |
|    | Italia (bandiera)   | C     | Dino Baggio                |
|    | Italia (bandiera)   | C     | Giuseppe Baresi (capitano) |

| N. |                     | Ruolo | Calciatore         |
| -- | ------------------- | ----- | ------------------ |
|    | Italia (bandiera)   | C     | Nicola Berti       |
|    | Italia (bandiera)   | C     | Alessandro Bianchi |
|    | Italia (bandiera)   | C     | Stefano Desideri   |
|    | Italia (bandiera)   | C     | Davide Fontolan    |
|    | Germania (bandiera) | C     | Lothar Matthäus    |
|    | Italia (bandiera)   | C     | Angelo Orlando     |
|    | Italia (bandiera)   | C     | Dario Passoni      |
|    | Italia (bandiera)   | C     | Fausto Pizzi       |
|    | Italia (bandiera)   | A     | Massimo Ciocci     |
|    | Italia (bandiera)   | A     | Marco Delvecchio   |
|    | Germania (bandiera) | A     | Jürgen Klinsmann   |

## Calciomercato

### Sessione estiva(dall'1/7 al 31/8)
| Acquisti | Acquisti           | Acquisti    | Acquisti                    |
| R.       | Nome               | da          | Modalità                    |
| -------- | ------------------ | ----------- | --------------------------- |
| P        | Beniamino Abate    | Messina     | definitivo                  |
| D        | Marcello Montanari | Lucchese    | definitivo (6,3 miliardi ₤) |
| D        | Pasquale Rocco     | Cagliari    | fine prestito               |
| D        | Stefano Rossini    | Parma       | fine prestito               |
| D        | Paolo Tramezzani   | Cosenza     | riscatto                    |
| C        | Matthias Sammer    | Stoccarda   | definitivo                  |
| C        | Dino Baggio        | Torino      | prestito                    |
| C        | Stefano Desideri   | Roma        | definitivo                  |
| C        | Angelo Orlando     | Udinese     | definitivo (2 miliardi ₤)   |
| C        | Vincenzo Scifo     | Auxerre     | riscatto                    |
| A        | Oliver Bierhoff    | Salisburgo  | definitivo                  |
| A        | Massimo Ciocci     | Cesena      | fine prestito               |
| A        | Raffaele Paolino   | Cagliari    | riscatto                    |
| A        | Nello Russo        | Vimodronese | definitivo                  |

| Cessioni | Cessioni                 | Cessioni     | Cessioni                    |
| R.       | Nome                     | a            | Modalità                    |
| -------- | ------------------------ | ------------ | --------------------------- |
| P        | Luca Mondini             | Spezia       | rinnovo prestito            |
| P        | Paolo Orlandoni          | Mantova      | prestito                    |
| D        | Stefano Bettarini        | Baracca Lugo | prestito                    |
| D        | Massimiliano Tacchinardi | Messina      | prestito                    |
| D        | Andrea Mandorlini        | Udinese      | definitivo                  |
| D        | Paolo Tramezzani         | Lucchese     | prestito                    |
| C        | Pierluigi Di Già         | Bologna      | rinnovo prestito            |
| C        | Matthias Sammer          | Stoccarda    | prestito                    |
| C        | Cristiano Scapolo        | Vicenza      | rinnovo compartecipazione   |
| C        | Vincenzo Scifo           | Torino       | definitivo (8,7 miliardi ₤) |
| A        | Oliver Bierhoff          | Ascoli       | prestito                    |
| A        | Dario Morello            | Reggiana     | rinnovo prestito            |
| A        | Aldo Serena              | Milan        | definitivo                  |

### Sessione autunnale
| Acquisti | Acquisti | Acquisti | Acquisti |
| R.       | Nome     | da       | Modalità |
| -------- | -------- | -------- | -------- |

| Cessioni | Cessioni         | Cessioni | Cessioni   |
| R.       | Nome             | a        | Modalità   |
| -------- | ---------------- | -------- | ---------- |
| D        | Pasquale Rocco   | Venezia  | prestito   |
| C        | Marco Barollo    | Lecce    | prestito   |
| C        | Paolo Stringara  | Avellino | definitivo |
| A        | Maurizio Iorio   | Genoa    | definitivo |
| A        | Raffaele Paolino | Venezia  | prestito   |

## Risultati

### Serie A

#### Girone di andata
| Arbitro: | Cinciripini (Ascoli Piceno) |

|            |           |            |
| Ciocci 61’ | Marcatori | 52’ Baiano |

| Arbitro: | Pairetto (Nichelino) |

|  |           |                     |
|  | Marcatori | 85’ (rig.) Matthäus |

| Arbitro: | Pezzella (Frattamaggiore) |

|                          |           |  |
| Desideri 45’, 69’ (rig.) | Marcatori |  |

| Arbitro: | Amendolia (Messina) |

|                                          |           |  |
| Mancini 34’ Lombardo 57’, 85’ Vialli 65’ | Marcatori |  |

| Arbitro: | Lanese (Messina) |

|  |           |            |
|  | Marcatori | 1’ R.Ferri |

| Arbitro: | Cesari (Genova) |

|              |           |               |
| Desideri 48’ | Marcatori | 70’ Fiondella |

| Arbitro: | Boggi (Salerno) |

|             |           |               |
| Fonseca 29’ | Marcatori | 24’ D. Baggio |

| Milano 27 ottobre 1991 8ª giornata | Inter               | 0 – 0 | Napoli | Stadio Giuseppe Meazza\| Arbitro: \| Ceccarini (Livorno) \| |
| Arbitro:                           | Ceccarini (Livorno) |       |        |                                                             |

| Torino 3 novembre 1991 9ª giornata | Torino            | 0 – 0 | Inter | Stadio delle Alpi\| Arbitro: \| Beschin (Legnago) \| |
| Arbitro:                           | Beschin (Legnago) |       |       |                                                      |

| Arbitro: | Quartuccio (Torre Annunziata) |

|                       |           |             |
| Berti 47’ R.Ferri 52’ | Marcatori | 90’ Troglio |

| Arbitro: | Trentalange (Torino) |

|            |           |                |
| Cuoghi 31’ | Marcatori | 14’ D.Fontolan |

| Arbitro: | Pairetto (Nichelino) |

|               |           |                |
| Klinsmann 54’ | Marcatori | 18’ van Basten |

| Arbitro: | Baldas (Trieste) |

|                               |           |                     |
| R.Baggio 37’ (rig.) Galia 83’ | Marcatori | 89’ (rig.) Matthäus |

| Arbitro: | Nicchi (Arezzo) |

|                      |           |                         |
| Brehme 16’ Pizzi 80’ | Marcatori | 61’ Aguilera 72’ Eranio |

| Arbitro: | Cinciripini (Ascoli Piceno) |

|  |           |               |
|  | Marcatori | 90’ Klinsmann |

| Arbitro: | Fabricatore (Roma) |

|               |           |  |
| Klinsmann 86’ | Marcatori |  |

| Arbitro: | Sguizzato (Verona) |

|                      |           |  |
| Bianchezi 29’ (rig.) | Marcatori |  |

#### Girone di ritorno
| Arbitro: | Ceccarini (Livorno) |

|                                |           |                                   |
| Baiano 83’ (rig.) Petrescu 87’ | Marcatori | 31’ (rig.) Matthäus 53’ Klinsmann |

| Milano 2 febbraio 1992 19ª giornata | Inter              | 0 – 0 | Roma | Stadio Giuseppe Meazza\| Arbitro: \| Felicani (Bologna) \| |
| Arbitro:                            | Felicani (Bologna) |       |      |                                                            |

| Arbitro: | Luci (Firenze) |

|           |           |  |
| Rossi 23’ | Marcatori |  |

| Milano 16 febbraio 1992 21ª giornata | Inter                | 0 – 0 | Sampdoria | Stadio Giuseppe Meazza\| Arbitro: \| Trentalange (Torino) \| |
| Arbitro:                             | Trentalange (Torino) |       |           |                                                              |

| Arbitro: | Lo Bello (Siracusa) |

|                     |           |  |
| Matthäus 24’ (rig.) | Marcatori |  |

| Arbitro: | Fucci (Salerno) |

|             |           |                 |
| Iachini 57’ | Marcatori | 29’ Fontolan II |

| Milano 8 marzo 1992 24ª giornata | Inter            | 0 – 0 | Cagliari | Stadio Giuseppe Meazza\| Arbitro: \| Baldas (Trieste) \| |
| Arbitro:                         | Baldas (Trieste) |       |          |                                                          |

| Arbitro: | Pairetto (Nichelino) |

|          |           |              |
| Zola 13’ | Marcatori | 52’ Desideri |

| Milano 28 marzo 1992, ore 15:00 26ª giornata | Inter              | 0 – 0 | Torino | Stadio Giuseppe Meazza\| Arbitro: \| Stafoggia (Pesaro) \| |
| Arbitro:                                     | Stafoggia (Pesaro) |       |        |                                                            |

| Arbitro: | Pezzella (Frattamaggiore) |

|              |           |                    |
| Bierhoff 12’ | Marcatori | 28’, 78’ Klinsmann |

| Milano 12 aprile 1992 28ª giornata | Inter           | 0 – 0 | Parma | Stadio Giuseppe Meazza\| Arbitro: \| Nicchi (Arezzo) \| |
| Arbitro:                           | Nicchi (Arezzo) |       |       |                                                         |

| Arbitro: | Cesari (Genova) |

|             |           |  |
| Massaro 89’ | Marcatori |  |

| Arbitro: | Beschin (Legnago) |

|                 |           |                                        |
| Fontolan II 62’ | Marcatori | 30’ (rig.), 37’ Baggio I 54’ Schillaci |

| Arbitro: | Ceccarini (Livorno) |

|                 |           |                                |
| Caricola II 60’ | Marcatori | 66’ (rig.) Pizzi 67’ Klinsmann |

| Arbitro: | Collina (Viareggio) |

|  |           |                         |
|  | Marcatori | 63’, 90’ (rig.) Dezotti |

| Arbitro: | Cinciripini (Ascoli Piceno) |

|  |           |                       |
|  | Marcatori | 45’ Bianchi 90’ Pizzi |

| Milano 24 maggio 1992 34ª giornata | Inter                         | 0 – 0 | Atalanta | Stadio Giuseppe Meazza\| Arbitro: \| Quartuccio (Torre Annunziata) \| |
| Arbitro:                           | Quartuccio (Torre Annunziata) |       |          |                                                                       |

### Coppa Italia

#### Turni eliminatori
| Arbitro: | Brignoccoli (Ancona) |

|                     |           |  |
| Petruzzi 25’ (aut.) | Marcatori |  |

| Arbitro: | Fabricatore (Roma) |

|                        |           |                            |
| Esposito 75’ Serra 78’ | Marcatori | 48’ D. Baggio 65’ Matthäus |

#### Fase finale
| Arbitro: | Quartuccio (Torre Annunziata) |

|                                     |           |                          |
| Maiuri 44’ (aut.) Fadoni 45’ (aut.) | Marcatori | 68’ Pedone 79’ Mazzoleni |

| Arbitro: | Sguizzato (Verona) |

|                      |           |                        |
| Mirabelli 86’ (rig.) | Marcatori | 5’ Berti 72’ Klinsmann |

| Arbitro: | Amendolia (Messina) |

|              |           |  |
| Di Canio 47’ | Marcatori |  |

| Arbitro: | Lanese (Messina) |

|            |           |                    |
| Ciocci 79’ | Marcatori | 99’, 120’ R.Baggio |

### Coppa UEFA

#### Trentaduesimi di finale
| Arbitro: | Nemeth |

|                       |           |                 |
| Brandão 38’ Barny 57’ | Marcatori | 67’ Fontolan II |

| Milano 2 ottobre 1991 Gara di ritorno | Inter | 0 – 0 | Boavista | Stadio Giuseppe Meazza\| Arbitro: \| Gunn \| |
| Arbitro:                              | Gunn  |       |          |                                              |

## Statistiche
Statistiche aggiornate al 24 maggio 1992.

### Statistiche di squadra
| Competizione | Punti | In casa | In casa | In casa | In casa | In casa | In casa | In trasferta | In trasferta | In trasferta | In trasferta | In trasferta | In trasferta | Totale | Totale | Totale | Totale | Totale | Totale | DR |
| Competizione | Punti | G       | V       | N       | P       | Gf      | Gs      | G            | V            | N            | P            | Gf           | Gs           | G      | V      | N      | P      | Gf     | Gs     | DR |
| ------------ | ----- | ------- | ------- | ------- | ------- | ------- | ------- | ------------ | ------------ | ------------ | ------------ | ------------ | ------------ | ------ | ------ | ------ | ------ | ------ | ------ | -- |
| Serie A      | 37    | 17      | 4       | 11      | 2       | 12      | 11      | 17           | 6            | 6            | 5            | 16           | 17           | 34     | 10     | 17     | 7      | 28     | 28     | 0  |
| Coppa Italia | -     | 3       | 1       | 1       | 1       | 4       | 4       | 3            | 1            | 1            | 1            | 4            | 4            | 6      | 2      | 2      | 2      | 8      | 8      | 0  |
| Coppa UEFA   | -     | 1       | 0       | 1       | 0       | 0       | 0       | 1            | 0            | 0            | 1            | 1            | 2            | 2      | 0      | 1      | 1      | 1      | 2      | −1 |
| Totale       | -     | 21      | 5       | 13      | 3       | 16      | 15      | 21           | 7            | 7            | 7            | 21           | 23           | 42     | 12     | 20     | 10     | 37     | 38     | −1 |

### Statistiche dei giocatori
Di seguito le statistiche relative ai giocatori.
| Giocatore     | Serie A  | Serie A | Serie A     | Serie A    | Coppa Italia | Coppa Italia | Coppa Italia | Coppa Italia | Coppa UEFA | Coppa UEFA | Coppa UEFA  | Coppa UEFA | Totale   | Totale | Totale      | Totale     |
| Giocatore     | Presenze | Reti    | Ammonizioni | Espulsioni | Presenze     | Reti         | Ammonizioni  | Espulsioni   | Presenze   | Reti       | Ammonizioni | Espulsioni | Presenze | Reti   | Ammonizioni | Espulsioni |
| ------------- | -------- | ------- | ----------- | ---------- | ------------ | ------------ | ------------ | ------------ | ---------- | ---------- | ----------- | ---------- | -------- | ------ | ----------- | ---------- |
| B. Abate      | 3        | -1      | ?           | 1          | 0            | 0            | 0            | 0            | 0          | 0          | 0           | 0          | 3        | -1     | 0+          | 1          |
| D. Baggio     | 27       | 1       | ?           | ?          | 5            | 1            | ?            | ?            | 2          | 0          | ?           | ?          | 34       | 2      | ?           | ?          |
| G. Baresi     | 6        | 0       | ?           | ?          | 2            | 0            | ?            | ?            | 0          | 0          | 0           | 0          | 8        | 0      | 0+          | 0+         |
| S. Battistini | 20       | 0       | ?           | 1          | 5            | 0            | ?            | ?            | 1          | 0          | ?           | ?          | 26       | 0      | ?           | 1+         |
| G. Bergomi    | 29       | 0       | ?           | ?          | 6            | 0            | ?            | ?            | 2          | 0          | ?           | ?          | 37       | 0      | ?           | ?          |
| N. Berti      | 30       | 1       | ?           | ?          | 5            | 1            | ?            | ?            | 2          | 0          | ?           | ?          | 37       | 2      | ?           | ?          |
| A. Bianchi    | 26       | 1       | ?           | ?          | 3            | 0            | ?            | ?            | 2          | 0          | ?           | ?          | 31       | 1      | ?           | ?          |
| A. Brehme     | 30       | 1       | ?           | 1          | 4            | 0            | ?            | ?            | 1          | 0          | ?           | ?          | 35       | 1      | ?           | 1+         |
| D. Cecotti    | 1        | 0       | ?           | ?          | 0            | 0            | 0            | 0            | 0          | 0          | 0           | 0          | 1        | 0      | 0+          | 0+         |
| M. Ciocci     | 28       | 1       | ?           | ?          | 5            | 1            | ?            | ?            | 2          | 0          | ?           | ?          | 35       | 2      | ?           | ?          |
| M. Delvecchio | 4        | 0       | ?           | ?          | 1            | 0            | ?            | ?            | 0          | 0          | 0           | 0          | 5        | 0      | 0+          | 0+         |
| S. Desideri   | 29       | 4       | ?           | 1          | 4            | 0            | ?            | ?            | 2          | 0          | ?           | ?          | 35       | 4      | ?           | 1+         |
| R. Ferri      | 29       | 2       | ?           | 2          | 2            | 0            | ?            | ?            | 2          | 0          | ?           | ?          | 33       | 2      | ?           | 2+         |
| D. Fontolan   | 29       | 3       | ?           | ?          | 6            | 0            | ?            | ?            | 2          | 1          | ?           | ?          | 37       | 4      | ?           | ?          |
| M. Grossi     | 1        | 0       | ?           | ?          | 1            | 0            | ?            | ?            | 0          | 0          | 0           | 0          | 2        | 0      | 0+          | 0+         |
| J. Klinsmann  | 31       | 7       | ?           | ?          | 5            | 1            | ?            | ?            | 1          | 0          | ?           | ?          | 37       | 8      | ?           | ?          |
| L. Matthäus   | 27       | 4       | ?           | ?          | 5            | 1            | ?            | ?            | 2          | 0          | ?           | ?          | 34       | 5      | ?           | ?          |
| M. Montanari  | 11       | 0       | ?           | ?          | 4            | 0            | ?            | ?            | 1          | 0          | ?           | ?          | 16       | 0      | ?           | ?          |
| A. Orlando    | 16       | 0       | ?           | ?          | 2            | 0            | ?            | ?            | 0          | 0          | 0           | 0          | 18       | 0      | 0+          | 0+         |
| A. Paganin    | 15       | 0       | ?           | ?          | 2            | 0            | ?            | ?            | 1          | 0          | ?           | ?          | 18       | 0      | ?           | ?          |
| D. Passoni    | 0        | 0       | 0           | 0          | 1            | 0            | ?            | ?            | 0          | 0          | 0           | 0          | 1        | 0      | 0+          | 0+         |
| F. Pizzi      | 12       | 3       | ?           | ?          | 4            | 0            | ?            | ?            | 1          | 0          | ?           | ?          | 17       | 3      | ?           | ?          |
| W. Zenga      | 31       | -27     | ?           | ?          | 6            | -8           | ?            | ?            | 2          | -2         | ?           | ?          | 39       | -37    | ?           | ?          |